# تنها (ترانه کیم پتراس و نیکی میناژ)
«تنها» (به انگلیسی: Alone) ترانه‌ای از خوانندهٔ آلمانی کیم پتراس و رپر ترینیدادی نیکی میناژ می‌باشد که در ۲۱ آوریل سال ۲۰۲۳ از سوی آمیگو رکوردز و ریپابلیک رکوردز به‌عنوان تنها و تک‌آهنگ اصلی نخستین آلبوم استودیویی پتراس تحت عنوان اهریمنو سیر کن (۲۰۲۳) منتشر گردید.